# Ludwig Sütterlin (grafician)

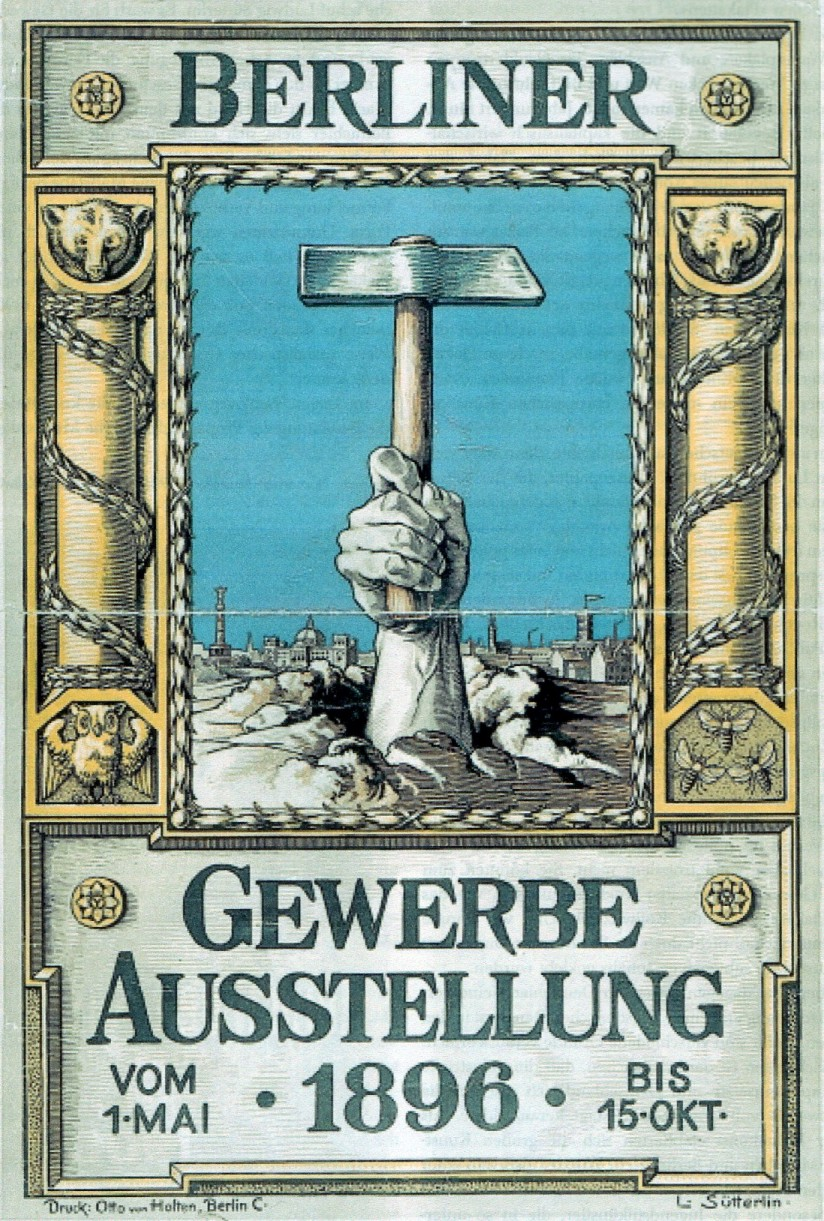
Ludwig Sütterlin - Afiş realizat în maniera Plakatstil pentru expoziția Berliner Gewerbeausstellung, 1896.

Ludwig Sütterlin (n. 15 iulie 1865, Lahr, Schwarzwald - d. 20 noiembrie 1917, Berlin) a fost un grafician promotor al afișului în maniera Plakatstil, pedagog și creator al caracterelor de mână cunoscute sub numele de de  Sütterlinschrift (Scrisul Sütterlin).

## Viață și operă
Sütterlin a fost elevul lui Emil Döpler și Max Koch. S-a specializat inițial în realizarea de afișe și postere în ceea ce a fost numit „Stilul afișului” (în original Plakatstil), așa cum a fost „Afișul ciocanului” (în original, Das Hammerplakat, pentru expoziția Berliner Gewerbeausstellung din anul 1896), obiecte din sticlă și din piele. Caracterele scrisului de mână cunoscut ca Sütterlinschrift, creat la comanda ministerului de interne al Prusiei în 1911, au constituit standardul național german până în 1935, când s-a trecut la standardul de  Lateinische Ausgangsschrift („scrisul de mână cu caractere latine”), folosit și azi. Sütterlin a lucrat și ca tipograf la Școala de meserii (Handwerksschule) din Berlin.
Sütterlin a studiat la Unterrichtsanstalt des Königlichen Kunstgewerbemuseums zu Berlin, iar mai târziu la Vereinigten Staatsschulen für freie und angewandte Kunst, unde s-a specializat în scrirea artistică sau estetică.
În 1911, la cererea Ministerului Culturii al Prusiei, care dorea o trecere treptată a scrierii cu caractere gotice la o scriere bazată pe alfabetul latin, Sütterlin a creat un set de caractere, atât litere cât și cifre, numit în germană Schulausgangsschrift.  Începând cu 1915 acest set de caractere a început să fie folosit oficial, mai întâi în Prusia, iar mai apoi, treptat în timp, în toate landurile Germaniei. În ciuda succesului național avut, aceste caractere au început să fie utilizate doar în anii 1950 în Saarland, urmând a fi introduse (ultimul din landurile germane) în Turingia doar în anii 1960.

## Litere și cifre create de Sütterlin
Glifele create de Sütterlin în 1911 sunt și astăzi folosite în scrierea de mână care este învățată în Germania, cu excepția literelor sale H, P, X, Y și Z, respectiv a tuturor celor zece cifre.